# هيو فاركهارسون
هيو فاركهارسون هو لاعب هوكي الجليد كندي، ولد في 4 نوفمبر 1911 في كيبك في كندا، وتوفي في 27 مارس 1985.

## وصلات خارجية
- هيو فاركهارسون على موقع EliteProspects.com (الإنجليزية)
- هيو فاركهارسون على موقع أوليمبيديا (الإنجليزية)